# Рене (повесть)
«Рене, или Следствия страстей» (фр. René, ou les effets de la passion) — повесть французского писателя Франсуа Рене де Шатобриана, написанная в 1802 году и изданная в сборнике «Le Génie du christianisme, ou Beautés de la religion chrétienne» вместе с повестью Атала. 

## История создания
Повесть была написана в 1802 году, когда в европейской (в частности, французской) мысли назревал т.н. mal du siècle et mélancolie — "век зла и меланхолии". Предромантизм обнаружил в естественном развитии цивилизации летаргический распад индивида: духовную пустоту и глубокую скуку как следствие интеллектуального развития и просвещения, горечь земной жизни как следствие упрочения христианских догматов и проч. В трактате «Гений христианства» Шатобриан вводит понятие «vague des passions», т.е. волна страстей  — состояние, предшествующее полному упадку и декадансу, сопровождающееся болезненной апатией, невольной праздностью, элегичным эгоизмом; «...мы живем с полной душой в пустом мире и, ничем не воспользовавшись, разочаровываемся во всем.» Однако, в противовес декадентской риторике, причинение себя умонастроению кризиса не приносит романтическому герою избавления (т.к. целесообразность жизни становится ещё одной иллюзией): «...мы не обманываемся, даже не получив от этого удовольствия; желания еще есть, и иллюзий у нас больше нет.»  Шатобриан, находясь в похожем смятении чувств, искал утешения в Вертере и Гиперионе, по подобию которых и был создан «Рене». На черты сестры Рене повлияли романы де Сталь; преступная связь героев была отзвуком времени, который ярче всего отразился также у Льюиса и Байрона.

## Влияние
- Повесть «Рене» повлияла на литературу и философию всего XIX века. Она сыграла важную роль в становлении байронического героя, определив вектор развития всей романтической литературы.

- Во Франции из романтизма Шатобриана и Нодье выделились Альфред де Виньи, Оноре де Бальзак, Альфред де Мюссе, Жорж Санд; позже: Теофиль Готье, Виктор Гюго, Коппе и Лотреамон, Шарль Бодлер и "проклятые поэты".

- Главный герой повести «Рене», наряду с Адольфом Констана и Гарольдом Байрона, стал прообразом Евгения Онегина, героя одноименного романа А. С. Пушкина.[3]